# 田村たがめ
田村 たがめ（たむら たがめ、1974年1月18日 - ）は、日本の女優。静岡県浜松市出身。大人計画所属。夫は皆川猿時。

## 人物
- 子供は一男一女。
- 血液型はO型。身長155cm、体重42kg。靴のサイズ23.5cm。
- 白百合女子大学卒業。
- 特技は指圧。
- タガメ好きの香川照之から、「田中たがめ」への改名を促されたこともある。

## 出演

### テレビドラマ

#### NHK
- 連続テレビ小説
  - 私の青空（2000年度上半期） - 上田チカ 役
    - 月曜ドラマシリーズ 私の青空2002（2002年）

  - ひよっこ（2017年度上半期） - 夏井清子 役
- 名古屋仏壇物語（2002年） - 坂下久美 役
- ロッカーのハナコさん - 三井野ゆり 役
  - ロッカーのハナコさん（2002年）
  - 帰ってきたロッカーのハナコさん（2003年）
- 女将になります!（2003年） - 小暮道子 役
- スニッファー 嗅覚捜査官（2016年） - リポーター 役
- デジタル・タトゥー（2019年） - 雅恵 役
- 明治開化 新十郎探偵帖（2021 - 2022年） - 横澤千 役
- 空白を満たしなさい（2022年） - 秋吉多加子 役

#### 日本テレビ
- 死体生活（2000年）
- ノンレムの窓 2023 夏 第1話「夕暮れ時の葛藤」（2023年）[1]

#### TBS
- Beautiful Life 〜ふたりでいた日々〜（2000年）
- 恋の神様（2000年）
- 奇跡の大逆転！ 第3話「罪は罪を呼ぶ」（2000年）
- 私だってキレるわよ！（2001年）
- ガッコの先生（2001年）
- ぼくが地球を救う（2002年） - 神田理恵 役
- 笑顔の法則（2003年） - 松川加奈子 役
- 高原へいらっしゃい（2003年）
- キッパリ！（2007年1月） - 奥（鴨下）裕子 役
  - キッパリ!!（2008年9月）
- 大恋愛〜僕を忘れる君と（2018年） - 神谷洋子 役
- 恋はつづくよどこまでも（2020年） - 和田洋子 役

#### フジテレビ
- ショムニ（1998年）
- 走れ公務員!（1998年）
- 砂の上の恋人たち（1999年）
- 小市民ケーン（1999年）
- シネマカクテル 第6話「サンライズ・サンセット」（1999年）
- 教師びんびん物語スペシャル（2000年）
- 編集王（2000年）
- 世にも奇妙な物語
  - '01 SMAPの特別編「エキストラ」（2001年1月1日） - 野次馬 役
  - '05 春の特別編「倦怠期特効薬」（2005年4月12日） - 中島みゆき 役
- 私を旅館に連れてって（2001年）
- 新・お水の花道（2001年）
- はるちゃん5（2001年）
- 初体験（2002年）
- ウエディングプランナー（2002年）
- お義母さんといっしょ（2003年）
- ダイヤモンドガール（2003年）
- 僕と彼女と彼女の生きる道（2004年） - 谷川亜希 役
- 電車男（2005年） - カップル女 役
- 救命病棟24時 - 伊坂（高橋）千秋 役
  - 第3シリーズ（2005年）
  - 第5シリーズ（2013年）
- 監察医 朝顔 2022スペシャル（2022年） - 古井秀子 役[2]

#### テレビ朝日
- 特捜9 Season2（2019年） - 古閑晶子 役
- 遺留捜査 SP11（2023年） - 風見爽子 役
- 日曜プライム
  - おかしな刑事20（2019年） - 武藤真理子 役
  - 警視庁・捜査一課長スペシャル6（2019年10月） - 新開沙織 役

#### テレビ東京
- 山本周五郎時代劇 武士の魂 第8話「茶摘は八十八夜から始まる」（2017年）　※BSジャパン

#### テレビ神奈川
- ウルトラゾーン（2012年） - ピット星人（声） 役

#### WOWOW
- コールドケース2 〜真実の扉〜（2018年） - 聡太の母 役
- パレートの誤算 〜ケースワーカー殺人事件（2020年） - 市政オンブズマン・岡田 役
- 雨に消えた向日葵（2022年） - 郵便局員 役

### バラエティー・教養番組
- 未来創造堂 第31回「プリクラ編」（2006年、日本テレビ）

### テレビアニメ
- 彼氏彼女の事情（1998 - 1999年、テレビ東京） - 芝姫裕美

### 劇場版アニメ
- サマーウォーズ （2009年） - 池沢聖美[3]

### ゲーム
- バイオショック インフィニット（2013年） - ロザリンド・ルーテス 役

### ラジオドラマ
- 年忘れ青春アドベンチャー 「申(さる)モノにござる」（2003年12月15日 - 19日、NHK-FM）[4]
- ON THE WAY COMEDY 道草 第145回「アメリカ横断ハネムーン」（2004年、TOKYO FM） - 仏本夏美 役
- FMシアター 「ｉ²－アイノジジョウ」（2021年10月16日、NHK-FM） - 図書館司書 役[5]